# Trichoppia longiseta
Trichoppia longiseta är en kvalsterart som beskrevs av Balogh 1961. Trichoppia longiseta ingår i släktet Trichoppia och familjen Ceratoppiidae. Inga underarter finns listade i Catalogue of Life.